# Zisk a ztráta
Zisk a ztráta (v anglickém originále Profit and Loss) je v pořadí osmnáctá epizoda druhé sezóny seriálu Star Trek: Stanice Deep Space Nine.
V této epizodě se Quark setká se svou bývalou milenkou a zjistí, že je zapojena do nebezpečných politických intrik.

## Příběh
Když se u stanice Deep Space Nine objeví poškozená cardassijská loď, komandér Sisko jim povolí přistát a společně s O'Brienem přivítají hosty. Profesorka Natima Lang a její studenti, Rekelen a Hogue, tvrdí, že jejich loď byla poškozena meteorickou bouří a zažádají o opravu. Navštíví Promenádu, kde Quark pozná Natimu a vzrušeně ji přivítá. Natima jej uhodí s komentářem, že řekla, aby se k ní už nepřibližoval, a ačkoliv odejde, Quark řekne Odovi, že „dnes je nejšťastnější den v jeho životě“. Quark a Natima byli kdysi milenci a Quark z jejího následování na stanici vycítí, že stále k němu něco cítí. Nicméně při zmínce o Pravidlech zisku se zdá, že všechny její city zmizely. Garak a Bashir procházejí okolo, Garak zdvořile Natimu pozdraví, ta však začne panikařit. Poví Siskovi, že ona a její studenti musí rychle opustit stanici; O'Brien mezitím zjistí, že jejich loď byla ve skutečnosti poškozena palbou cardassijských zbraní. Profesorka odhalí, že jsou političtí vyvrženci, kteří chtějí reformovat despotickou cardassijskou vojenskou vládu.
Zatímco Natima říká Siskovi pravdu, Quark navštíví Garaka v jeho obchodě a chce radu ohledně cardassijské módy. Krejčí popíše Natimin vkus v módě jako pro něj „příliš radikální“ a varuje ho, že špatný výběr v módě může pro někoho znamenat i újmu na zdraví. Krátce poté přiletí ke stanici cardassijská válečná loď, ignoruje pokusy o komunikaci a zamíří na Deep Spance Nine své zbraně. Garak přijde do operačního centra důstojníkům stanice vysvětlit, že Ústřední velení chce Hoguea a Rekelen, neboť je označuje jako teroristy. Sisko Garaka varuje, že pokud Cardassiané se je pokusí zajmout silou, on odpoví všemi dostupnými prostředky. V zoufalé snaze získat Natimu zpět nabídne Quark Hogueovi a Rekelen maskovací zařízení, které jim pomůže v útěku. Součástí dohody je ale požadavek, aby Natima zůstala s ním. Natima se pokusí Quarkovi domluvit, že na stanici zůstat nemůže, poté mu hrozí phaserem. Protože si myslí, že blafuje, Quark se k ní odváží přiblížit, ona jej skutečně střelí, tváří se ale překvapeně. Poví mu, že se pouze lehce dotkla spouště, že jej střelit nechtěla a vyzná k němu lásku. Oba společně šťastně vzpomínají na minulost, vyruší je ale Odo, který vstoupí do Natiminy kajuty a zatkne ji.
Bajorská vláda souhlasí s výměnou Natimy, Hoguea a Rekelen za několik Cardassiany vězněných Bajoranů. Bývalý Garakův rival, gul Toran, navštíví krejčího v jeho obchodě a poví mu, že Ústřední velení změnilo svůj postoj a chce vzbouřené Cardassiany mrtvé. Výměnou za zabití vězňů by se mohl Garak vrátit zpět na Cardassii. Mezitím Quark přesvědčí Oda, aby pomohl Natimě a vzal ji i její studenty na jejich loď. U přechodové komory je však uvítá Garak, který běduje, že musí zabít zrovna Quarka, Natimu a její studenty. Quark se pokusí Garaka přemluvit, ale ještě než stačí krejčí odpovědět, zpoza nákladního kontejneru vystoupí Toran. Ten odhalí, že Garakovi nevěřil, že je dokáže zabít a tak jej pouze využil, aby sám zjistil, kde Hogue a Rekelen jsou. Garak však Torana zastřelí s poznámkou, že „někteří lidé by neměli být nikdy povýšeni“.
Předtím, než Natima opustí stanici, se Quark naposledy pokusí ji přemluvit, aby zůstala. Ona mu však poví, že se musí vrátit na Cardassii, aby dokončila svoji práci. „Takže stačí počkat, až bude Cardassie svobodným a demokratickým světem?“ zeptá se. Natima s úsměvem odpoví, že se jednou opět setkají a že slibuje, že to čekání bude stát za to. Jakmile odletí, Quark se zeptá Garaka, proč zastřelil Torana; krejčí však odpoví otázkou, proč nechal Fereng Natimu jít. „Neměl jsem na výběr. Miluju ji,“ odpoví Quark. „A já miluji Cardassii. Proto jsem musel udělat to, co jste viděl,“ uzavře rozhovor Garak.

## Zajímavosti
- V této epizodě je první zmínka o cardassijském disidentském hnutí, jehož je profesorka Natima Lang členkou.
- Objeví se zde zmínky, že Quark je na stanici déle než Odo, a potvrdí se, že Garak je na Deep Space Nine skutečně v exilu.
- Mary Crosbyová, představitelka profesorky Lang, je dcerou Binga Crosbyho a tetou Denise Crosbyové, představitelky Tashi Yarové v seriálu Star Trek: Nová generace.